# Coppa di Francia 2023-2024 (pallavolo femminile)
La Coppa di Francia 2023-2024, 38ª edizione della coppa nazionale di pallavolo femminile, si è svolta dal 23 gennaio al 30 marzo 2024: al torneo hanno partecipato quattordici squadre di club francesi e la vittoria finale è andata per la prima volta al Neptunes de Nantes.

## Formula
La formula ha previsto ottavi di finale, quarti di finale, semifinali e finale.

## Squadre partecipanti
- Béziers
- Bordeaux-Mérignac
- Chamalières
- Levallois
- Neptunes de Nantes
- Marcq-en-Barœul
- Mulhouse

- Quimper
- RC Cannes
- Romanais
- Terville Florange
- Vandœuvre Nancy
- Volero Le Cannet
- Venelles

## Torneo

### Tabellone
|  | Ottavi di finale   | Ottavi di finale |  |  | Quarti di finale   | Quarti di finale |                    |   | Semifinali  | Semifinali |                    |   | Finale | Finale |  |
|  |                    |                  |  |  |                    |                  |                    |   |             |            |                    |   |        |        |  |
|  | Chamalières        | 3                |  |  |                    |                  |                    |   |             |            |                    |   |        |        |  |
|  | RC Cannes          | 0                |  |  | Chamalières        | 3                |                    |   |             |            |                    |   |        |        |  |
|  | Romanais           | 1                |  |  | Venelles           | 1                |                    |   |             |            |                    |   |        |        |  |
|  | Venelles           | 3                |  |  |                    |                  |                    |   | Chamalières | 0          |                    |   |        |        |  |
|  | Bordeaux-Mérignac  | 0                |  |  |                    |                  | Mulhouse           | 3 |             |            |                    |   |        |        |  |
|  | Marcq-en-Barœul    | 3                |  |  | Marcq-en-Barœul    | 0                |                    |   |             |            |                    |   |        |        |  |
|  |                    |                  |  |  | Mulhouse           | 3                |                    |   |             |            |                    |   |        |        |  |
|  |                    |                  |  |  |                    |                  |                    |   | Mulhouse    | 0          |                    |   |        |        |  |
|  | Quimper            | 3                |  |  |                    |                  |                    |   |             |            | Neptunes de Nantes | 3 |        |        |  |
|  | Levallois          | 2                |  |  | Quimper            | 3                |                    |   |             |            |                    |   |        |        |  |
|  | Vandœuvre Nancy    | 1                |  |  | Terville Florange  | 1                |                    |   |             |            |                    |   |        |        |  |
|  | Terville Florange  | 3                |  |  |                    |                  |                    |   | Quimper     | 1          |                    |   |        |        |  |
|  | Neptunes de Nantes | 3                |  |  |                    |                  | Neptunes de Nantes | 3 |             |            |                    |   |        |        |  |
|  | Béziers            | 0                |  |  | Neptunes de Nantes | 3                |                    |   |             |            |                    |   |        |        |  |
|  |                    |                  |  |  | Volero Le Cannet   | 0                |                    |   |             |            |                    |   |        |        |  |

### Risultati

#### Ottavi di finale
| 23 gennaio 2024 Complexe Sportif Mangin Beaulieu, Nantes Durata: 1h:26 - Spettatori: ? | Neptunes de Nantes | 3 - 0 | Béziers           | 25-19, 26-24, 25-20               |
| 23 gennaio 2024 Maison des Sports, Clermont-Ferrand Durata: 1h:10 - Spettatori: ?      | Chamalières        | 3 - 0 | RC Cannes         | 25-19, 25-22, 25-14               |
| 23 gennaio 2024 Parc des Sports, Vandœuvre-lès-Nancy Durata: 1h:48 - Spettatori: ?     | Vandœuvre Nancy    | 1 - 3 | Terville Florange | 13-25, 19-25, 25-12, 23-25        |
| 23 gennaio 2024 Palais des sports, Bordeaux Durata: 1h:30 - Spettatori: ?              | Bordeaux-Mérignac  | 0 - 3 | Marcq-en-Barœul   | 31-33, 17-25, 22-25               |
| 23 gennaio 2024 Halle des sports d'Ergué-Armel, Quimper Durata: 2h:09 - Spettatori: ?  | Quimper            | 3 - 2 | Levallois         | 25-22, 14-25, 18-25, 25-21, 15-13 |
| 23 gennaio 2024 Gymnase Roger-François, Romans-sur-Isère Durata: 1h:37 - Spettatori: ? | Romanais           | 1 - 3 | Venelles          | 19-25, 13-25, 25-21, 19-25        |

#### Quarti di finale
| 13 febbraio 2024 Salle Saint Exupéry, Marcq-en-Barœul Durata: 1h:32 - Spettatori: ?     | Marcq-en-Barœul    | 0 - 3 | Mulhouse          | 22-25, 21-25, 24-26        |
| 13 febbraio 2024 Halle des sports d'Ergué-Armel, Quimper Durata: 1h:44 - Spettatori: ?  | Quimper            | 3 - 1 | Terville Florange | 25-20, 23-25, 25-23, 25-15 |
| 13 febbraio 2024 Maison des Sports, Clermont-Ferrand Durata: 1h:47 - Spettatori: ?      | Chamalières        | 3 - 1 | Venelles          | 20-25, 25-22, 25-18, 25-22 |
| 13 febbraio 2024 Complexe Sportif Mangin Beaulieu, Nantes Durata: 1h:25 - Spettatori: ? | Neptunes de Nantes | 3 - 0 | Volero Le Cannet  | 25-21, 25-14, 25-20        |

#### Semifinali
| 5 marzo 2024 Maison des Sports, Clermont-Ferrand Durata: 1h:14 - Spettatori: ?     | Chamalières | 0 - 3 | Mulhouse           | 18-25, 12-25, 21-25        |
| 5 marzo 2024 Halle des sports d'Ergué-Armel, Quimper Durata: 1h:44 - Spettatori: ? | Quimper     | 1 - 3 | Neptunes de Nantes | 19-25, 26-24, 16-25, 15-25 |

#### Finale
| 30 marzo 2024 Halle Georges-Carpentier, Parigi Durata: 1h:24 - Spettatori: ? | Mulhouse | 0 - 3 | Neptunes de Nantes | 19-25, 18-25, 20-25 |